# Kesselscheid
Kesselscheid ist ein Ortsteil der Gemeinde Ruppichteroth im Rhein-Sieg-Kreis.

## Lage
Der Ort liegt im Naturpark Bergisches Land. Nachbarorte sind Ruppichteroth im Norden, Ennenbach im Osten und im Südwesten Neuenhof und Kämerscheid.

## Geschichte
1809 hatte der Ort 42 katholische Einwohner.
1910 gab es in Kesselscheid vier Haushalte: Ackerer Heinrich Happ, Ackerer Anton Ottersbach, Ackerer Bertram Siemon und Fabrikarbeiter Bertram Wasser.